# Kreis Székesfehérvár
Der Kreis Székesfehérvár (ungarisch Székesfehérvári járás) ist ein Kreis im Westen des mittelungarischen Komitats Fejér. Er grenzt im Norden an das Komitat Komárom-Esztergom und im Westen an das Komitat Veszprém. Die Kreise Kreise Mór, Bicske, Gárdony, Dunaújváros, Sárbogárd und Enying bilden die Grenzen innerhalb des Komitats.

## Geschichte
Im Zuge der ungarischen Verwaltungsreform ging Anfang 2013 der Kreis aus 13 der 18 Gemeinden des gleichnamigen Kleingebietes (ungarisch Székesfehérvári kistérség) hervor (90,9 % der Bevölkerung). Die restlichen 5 Gemeinden (mit 21,0 % der Fläche und 9,13 % der Bevölkerung) wechselten zum neugebildeten Kreis Polgárdi (ungarisch Polgárdi járás).

Der Kreis Székesfehérvár wurde noch durch 7 der 13 Gemeinden aus dem aufgelösten Kleingebiet Aba (ungarisch Aba kistérség) sowie durch jeweils eine Gemeinde aus den Kleingebieten Bicske (Gemeinde Gánt) und Mór (Gemeinde Magyaralmas) erweitert, so dass er nun 22 Gemeinden umfasste.

Ende 2014 wurde der Kreis Polgardi wieder aufgelöst und die 9 Gemeinden wechselten wieder zurück in ihr Ursprungsterritorium (4 nach Enying, 5 nach Székesfehérvár). Gleichzeitig gelangten auch die zwei Gemeinden Gánt und Magyaralmas wieder zu ihrem Ursprung zurück. Somit umfasst der Kreis Székesfehérvár heute die 25 Gemeinden der Ende 2012 aufgelösten Kleingebiete Székesfehérvár und in Teilen von Aba.

## Gemeindeübersicht
Der Kreis Székesfehérvár hat derzeit eine durchschnittliche Gemeindegröße von 6.083 Einwohnern auf einer Fläche von 44,90 Quadratkilometern. Die Bevölkerungsdichte des größten und bevölkerungsreichsten Kreises liegt über der des gesamten Komitats. Verwaltungssitz ist die Stadt Székesfehérvár, im Zentrum des Kreises gelegen. Sie ist gleichfalls Verwaltungssitz des Komitats und ist rechtlich einem Komitat gleichgestellt (ungarisch Megyei jogú város).
| Gemeinde             | Status       | Herkunft Kreis, Kleingebiet   | Einwohnerzahl | Einwohnerzahl | Einwohnerzahl | Fläche (km²) | Bevölkerungs- dichte (Ew./km²) |
| Gemeinde             | Status       | Herkunft Kreis, Kleingebiet   | 01.10.2011    | 01.01.2013    | 01.01.2016    | 01.01.2016   | Bevölkerungs- dichte (Ew./km²) |
| -------------------- | ------------ | ----------------------------- | ------------- | ------------- | ------------- | ------------ | ------------------------------ |
| Aba                  | Stadt        | Aba                           | 4.551         | 4.484         | 4.424         | 88,05        | 50,2                           |
| Bakonykúti           | Gemeinde     | Székesfehérvár                | 123           | 133           | 139           | 12,45        | 11,2                           |
| Csór                 | Gemeinde     | Székesfehérvár                | 1.780         | 1.791         | 1.784         | 41,49        | 43,0                           |
| Csősz                | Gemeinde     | Aba                           | 1.015         | 1.043         | 1.004         | 17,11        | 58,7                           |
| Füle                 | Gemeinde     | Kreis Polgárdi Székesfehérvár | 878           | c             | 843           | 30,32        | 27,8                           |
| Iszkaszentgyörgy     | Gemeinde     | Székesfehérvár                | 1.968         | 1.953         | 1.967         | 26,27        | 74,9                           |
| Jenő                 | Gemeinde     | Polgárdi/Székesfehérvár       | 1.272         | c             | 1.256         | 5,56         | 225,9                          |
| Káloz                | Gemeinde     | Aba                           | 2.346         | 2.389         | 2.340         | 47,79        | 49,0                           |
| Kőszárhegy           | Gemeinde     | Polgárdi/Székesfehérvár       | 1.537         | c             | 1.481         | 5,90         | 251,0                          |
| Lovasberény          | Gemeinde     | Székesfehérvár                | 2.708         | 2.642         | 2.560         | 60,62        | 42,2                           |
| Magyaralmás          | Gemeinde     | Székesfehérvár/Mór            | b             | 1539          | b             | 22,42        | 68,6                           |
| Moha                 | Gemeinde     | Székesfehérvár                | 557           | 560           | 597           | 9,88         | 60,4                           |
| Nádasdladány         | Gemeinde     | Polgárdi/Székesfehérvár       | 1.711         | c             | 1.739         | 26,35        | 66,0                           |
| Pátka                | Gemeinde     | Székesfehérvár                | 1.709         | 1.686         | 1.642         | 40,38        | 40,7                           |
| Polgárdi             | Stadt        | Polgárdi/Székesfehérvár       | 6.802         | c             | 6.856         | 72,16        | 95,0                           |
| Sárkeresztes         | Gemeinde     | Székesfehérvár                | 1.518         | 1.527         | 1.529         | 23,27        | 65,7                           |
| Sárkeszi             | Gemeinde     | Székesfehérvár                | 586           | 611           | 591           | 14,79        | 40,0                           |
| Sárosd               | Großgemeinde | Aba                           | 3.339         | 3.296         | 3.207         | 48,12        | 66,6                           |
| Sárszentmihály       | Gemeinde     | Székesfehérvár                | 3.015         | 2.997         | 2.949         | 37,40        | 78,9                           |
| Seregélyes           | Großgemeinde | Aba                           | 4.516         | 4.432         | 4.315         | 78,19        | 55,2                           |
| Soponya              | Großgemeinde | Aba                           | 1.861         | 1.820         | 1.814         | 49,96        | 36,3                           |
| Szabadbattyán        | Großgemeinde | Székesfehérvár                | 4.625         | 4.518         | 4.503         | 33,66        | 133,8                          |
| Székesfehérvár       | Stadt        | Székesfehérvár                | 100.570       | 99.247        | 98.207        | 170,89       | 574,7                          |
| Tác                  | Gemeinde     | Aba                           | 1.658         | 1.664         | 1.688         | 45,69        | 36,9                           |
| Úrhida               | Gemeinde     | Székesfehérvár                | 2.384         | 2.374         | 2.456         | 7,25         | 338,8                          |
| Zámoly               | Gemeinde     | Székesfehérvár                | 2.191         | 2.197         | 2.172         | 48,50        | 44,8                           |
| Kreis Székesfehérvár |              |                               | 155.220       | 143.738       | 152.063       | 1.122,62     | 135,5                          |

a Kleingebiet/Kreis Bicske

b Kleingebiet/Kreis Mór

c Kreis Polgárd
Aba als Sitz eines (aufgelösten) Kleingebiets hatte bis Mitte 2013 noch den Status einer Großgemeinde.